# Saint Dominic's International School
Saint Dominics International School é uma escola localizada em São Domingos de Rana, Cascais, perto de Lisboa, em Portugal. Tem todos os níveis de ensino, desde ao berçário até ao 12.º ano, com alunos de 60 nacionalidades.
Foi fundada pelas Irmãs Dominicanas Irlandesas, iniciando a atividade como Escola do Bom Sucesso para Meninas em 1954.  A transição para uma escola co-educacional começou em 1963.

## História
Com a construção da ponte sobre o rio Tejo, agora chamada Ponte 25 de Abril, a comunidade expatriada inglesa em expansão pediu às irmãs que estabelecessem uma nova escola.  A St. Dominic's College, escola co-educacional de língua inglesa, foi fundada no convento do Bom Sucesso.  A escola começou com menos de 20 alunos, mas rapidamente precisou de mais espaço.  A nova escola abriu no seu local atual em 1975.  Foi nomeada St. Dominic's International School em 1988.

## Administração
Em 2010, a St Dominic's foi vendida à Veritas Educatio / SA, cujos proprietários são Catarina Formigo, Filipe Pinhal e Joaquim Marques dos Santos.

## Educação
A escola oferece o IB Diploma Program em todos os três níveis - Primary Years Programme (Berçário até ao 5.º ano), desde dezembro de 1997, Middle Years Programme (6.º até ao 10.º ano) e Diploma Program (11.º e 12.º ano), ambos desde dezembro de 1994 - é a única escola em Portugal que oferece todos os três programas.

## Corpo estudantil
É uma escola de língua inglesa, com crianças de cerca de 50 nacionalidades diferentes.

### Ex-alunos
- Annabelle Wallis, atriz inglesa